# Jõgevamaa
Prowincja Jõgeva (est. Jõgeva maakond) – jedna z 15 prowincji w Estonii, znajdująca się we wschodniej części kraju.
Prowincja Jõgeva jest podzielona na  gmin:
Gminy wiejskie:
1. Jõgeva
2. Mustvee
3. Põltsamaa

Wcześniej, przed reformą administracyjną z 2017 roku, była podzielona na 13 gmin:
- Miejskie: Jõgeva, Mustvee, Põltsamaa
- Wiejskie: Jõgeva, Kasepää, Pajusi, Pala, Palamuse, Puurmani, Põltsamaa, Saare, Tabivere, Torma

## Galeria

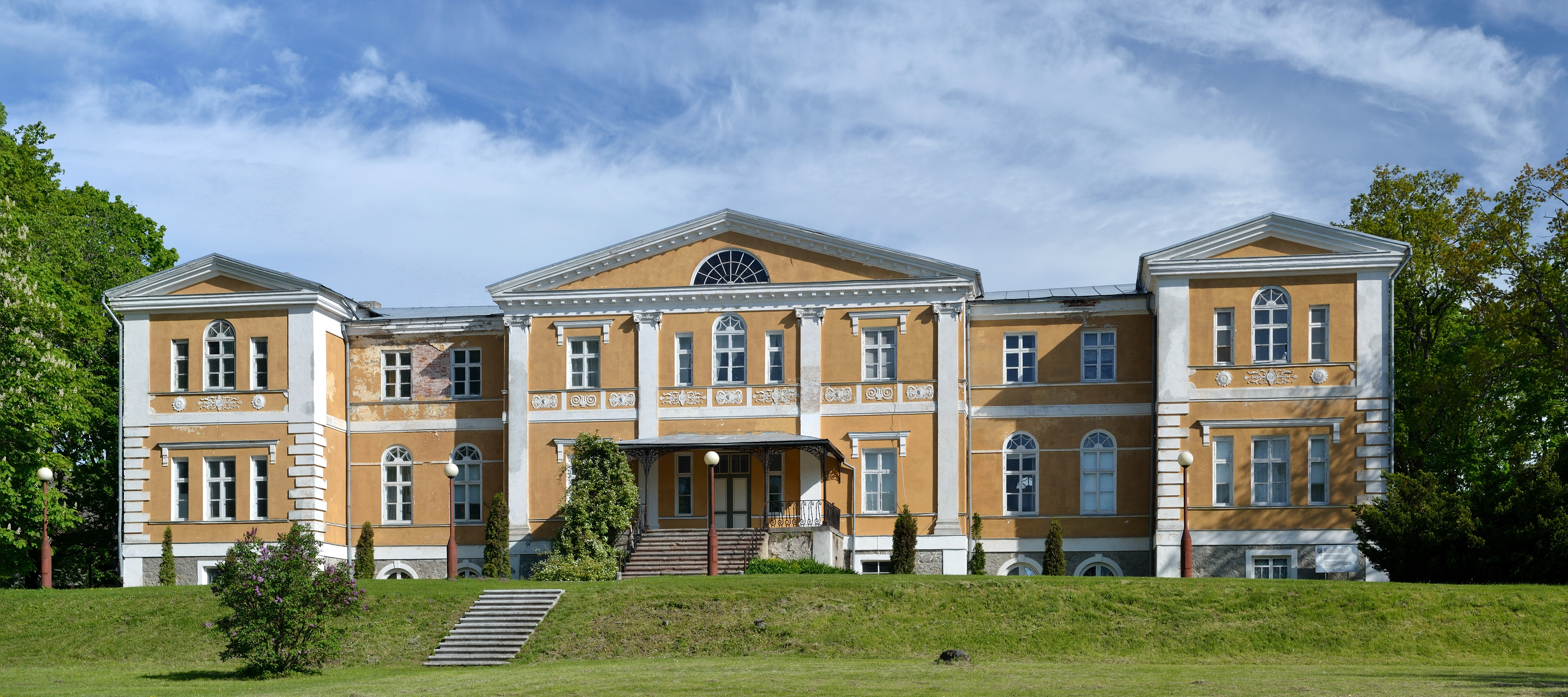
Dwór w Kuremaa w gminie Jõgeva
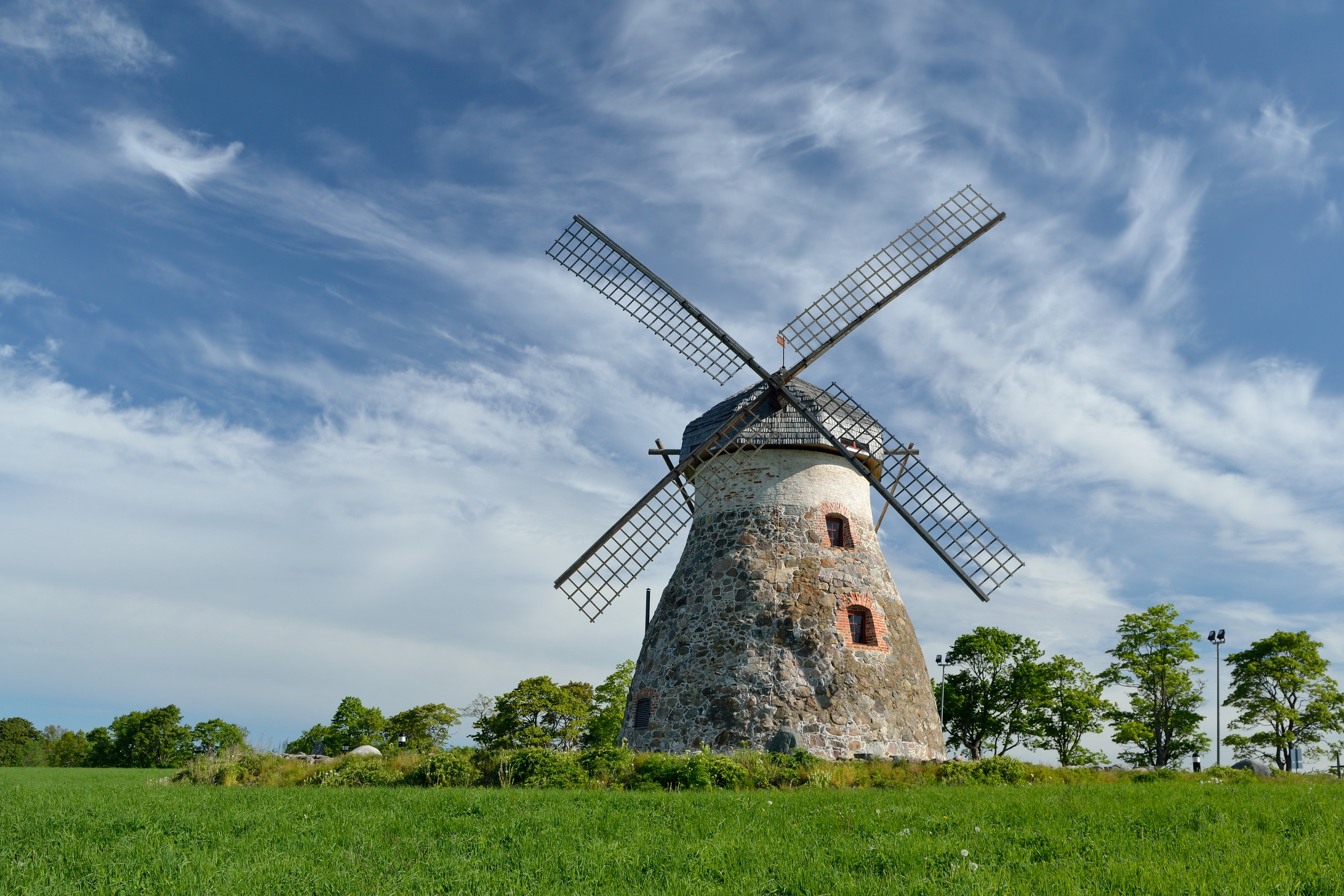
Młyn w Kuremaa
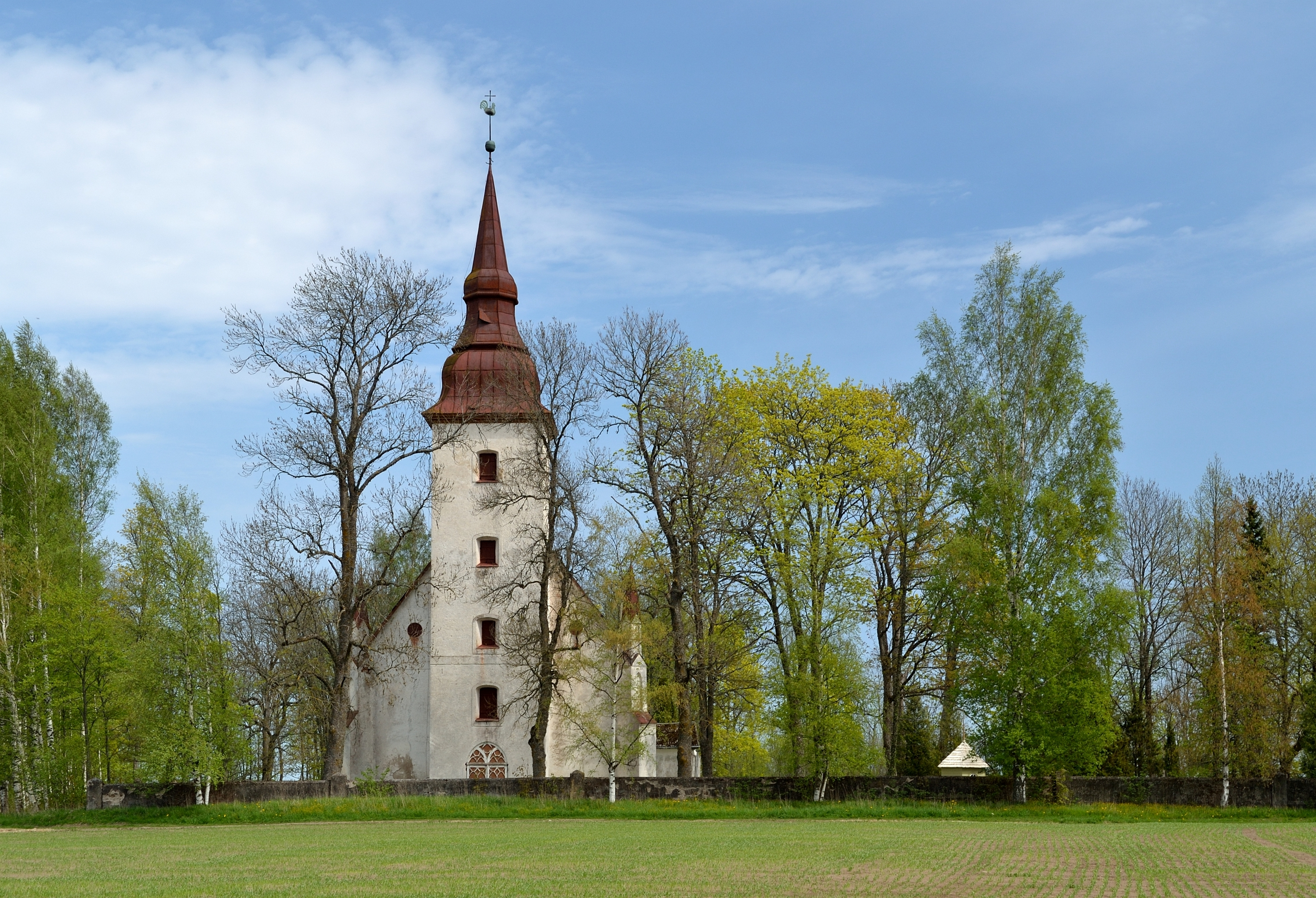
Kościół w Torma (gmina Torma)
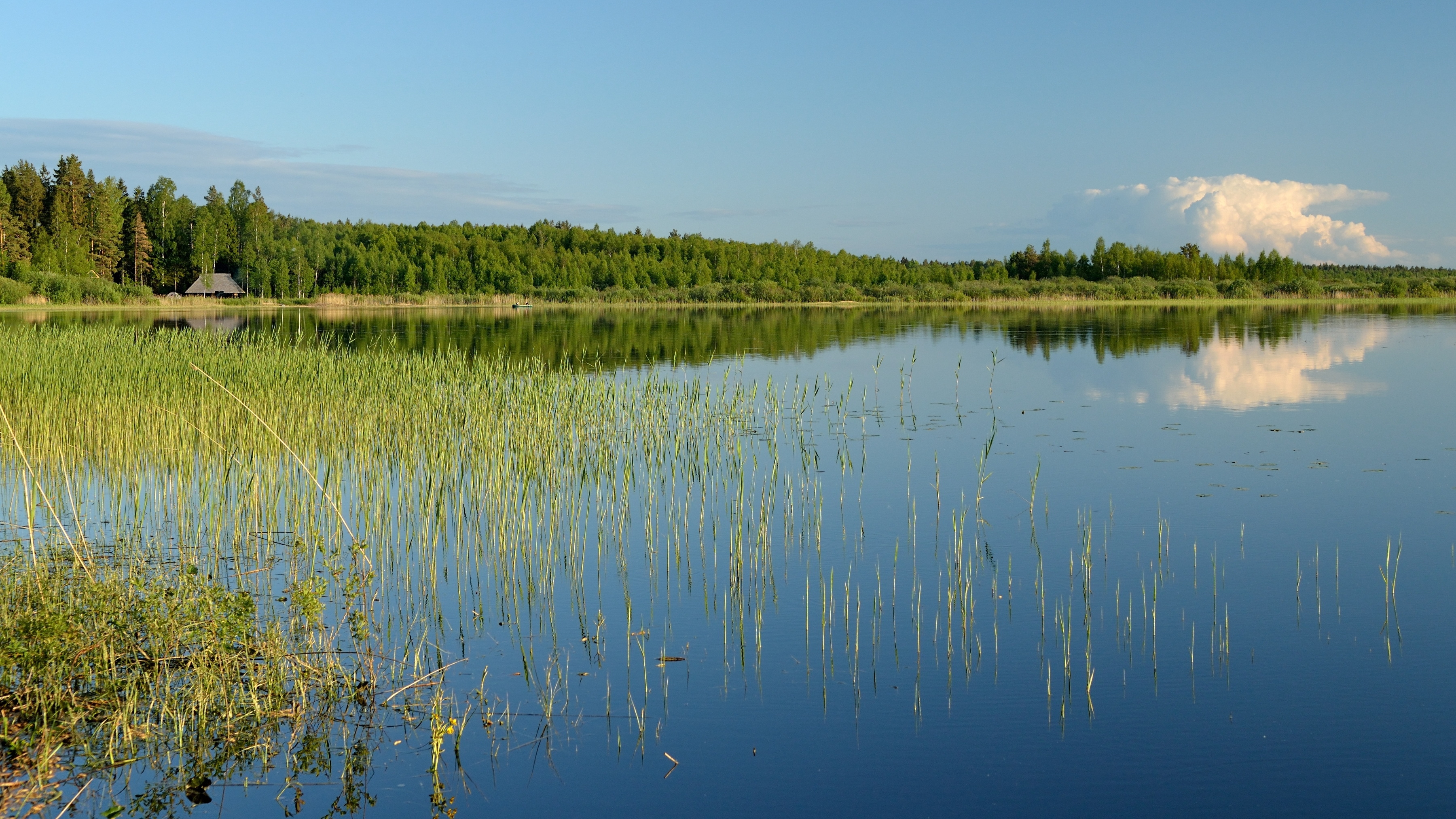
Jezioro Kaiu